# Pan (mitologia)

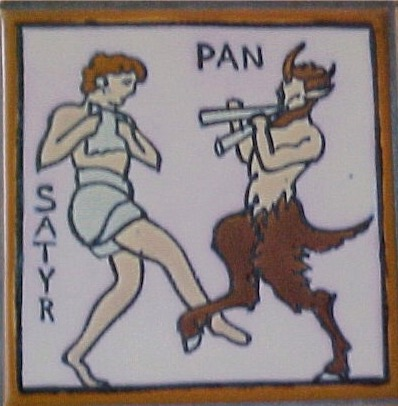
El déu Pan acompanyat d'un sàtir

Pan (en grec Πάν), en la mitologia grega, era el déu dels pastors i dels ramats. Pan és el déu de la fertilitat i de la sexualitat masculina. També és el déu salvatge, el déu dels boscos i dels llocs naturals on els humans no hi han actuat. Va influir en el follet Puck de la mitologia i cultura popular anglesa i al mític personatge Puck de Somni d'una nit d'estiu. A partir de l'edat mitjana i fins als nostres dies, la imatge tradicional de Pan s'associa també amb la imatge del diable.
Era especialment venerat a Arcàdia, tot i no tenir-hi grans santuaris. Els habitants d'Arcàdia tenien una creença segons la qual quan una persona feia la migdiada no se la podia despertar perquè d'aquesta manera s'interrompia el somni al déu Pan. La deessa salvatge, de boscos naturals no intervinguts per humans, era Àrtemis, ella i les nimfes però protegeixen els animals feréstecs i els caçadors, i no pas els domèstics ni els pastors.
Acompanyava a Dionís, les nimfes orèades, les bacants i els sàtirs (a la mitologia romana, faunes). Se sol considerar que, a la cultura europea, les primeres manifestacions teatrals van néixer de les festes de la verema i altres festes, rituals i seguicis en honor de Dionís.

## Genealogies

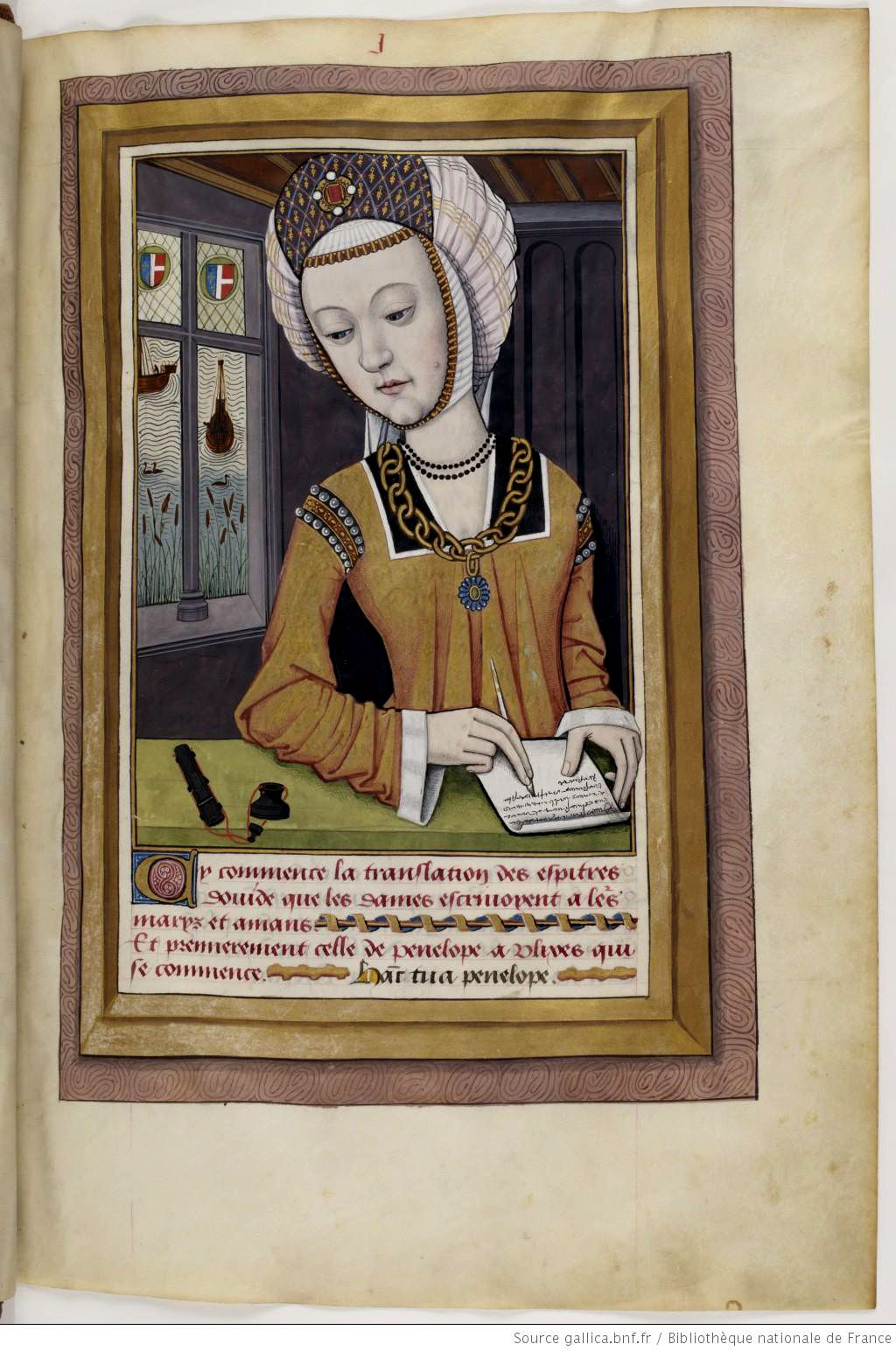
Penèlope escrivint a Ulisses, il·lustració del d'un poema d'Ovidi

Pan té diverses genealogies diferents, algunes d'elles són les següents: 
Segons una de les tradicions, quan Hermes pasturava els ramats de Driops, va tenir una relació amorosa amb una de les seves filles, fruit d'aquesta relació va néixer el déu Pan, qui, quan va néixer, presentava la seva part inferior en forma de cabró i la resta del seu cos amb aparença d'home, en el cap tenia dues banyes, la seva cara era arrugada, la barbeta prominent i estava cobert d'una capa de pèl. Tan bon punt va néixer va escapar a les muntanyes, Hermes va haver de buscar-lo per a dur-lo a l'Olimp embolicat en una pell de llebre, una vegada allà, els déus el van anomenar Pan, ja que era la diversió de tots.
Una altra tradició conta que Penèlope va tenir diversos amants al mateix temps durant l'absència d'Ulisses, de tots ells va quedar encinta i el fruit va ser Pan, nom que significa fill de tots.
Existeix una altra versió en el sentit que Ulisses va repudiar Penèlope quan va retornar dels seus viatges per no haver-li estat fidel, una vegada abandonada va concebre el déu Pan com a producte de la seva unió amb Hermes.
Altres tradicions li suposaven fill de Zeus i d'Hibris o de Zeus i Cal·listo.

## Descripció

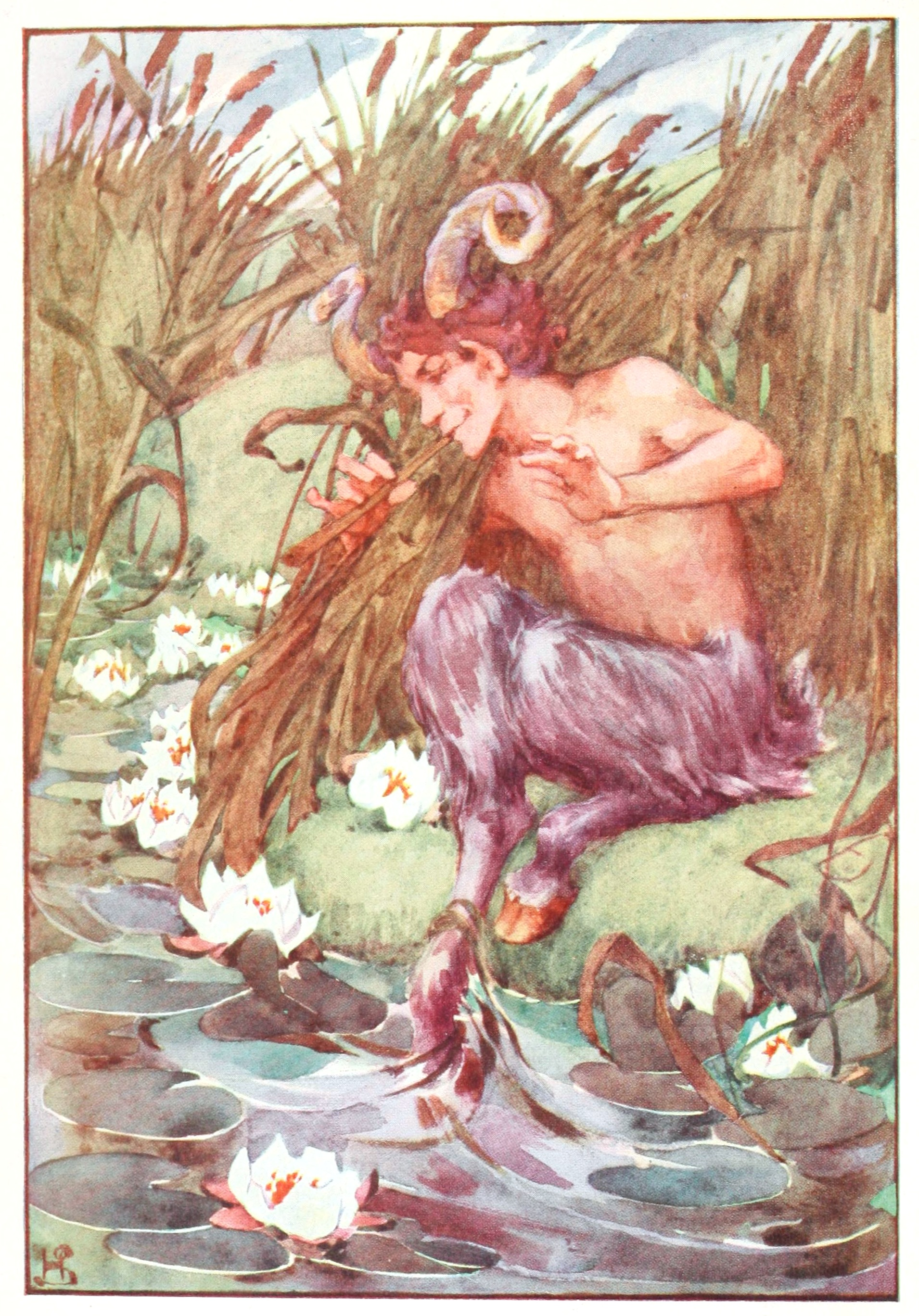
El déu Pan tocant la flauta

Pan era el déu de la brises de l'alba i del capvespre, vivia en companyia de les nimfes en una gruta del Parnàs anomenada Coriciana, se li atribuïen dons profètics i formava part del seguici de Dionís, ja que se suposava que el seguia en els seus costums.
Era caçador, remeier i músic. Dotat d'una gran potència sexual, aguaitava contínuament les nimfes. Pan vivia als boscos i a les selves, voltejant després de les ovelles i espantant els homes que penetraven al bosc, duia a la mà el bastó de pastor i tocava la siringa, que també s'anomenava Flauta de Pan.
Li agraden les fonts i l'ombra dels boscs, entre la mala herba del qual sol amagar-se per a espiar les nimfes. Pan és especialment irritable si se li molesta durant les seves migdiades.

## Biografia

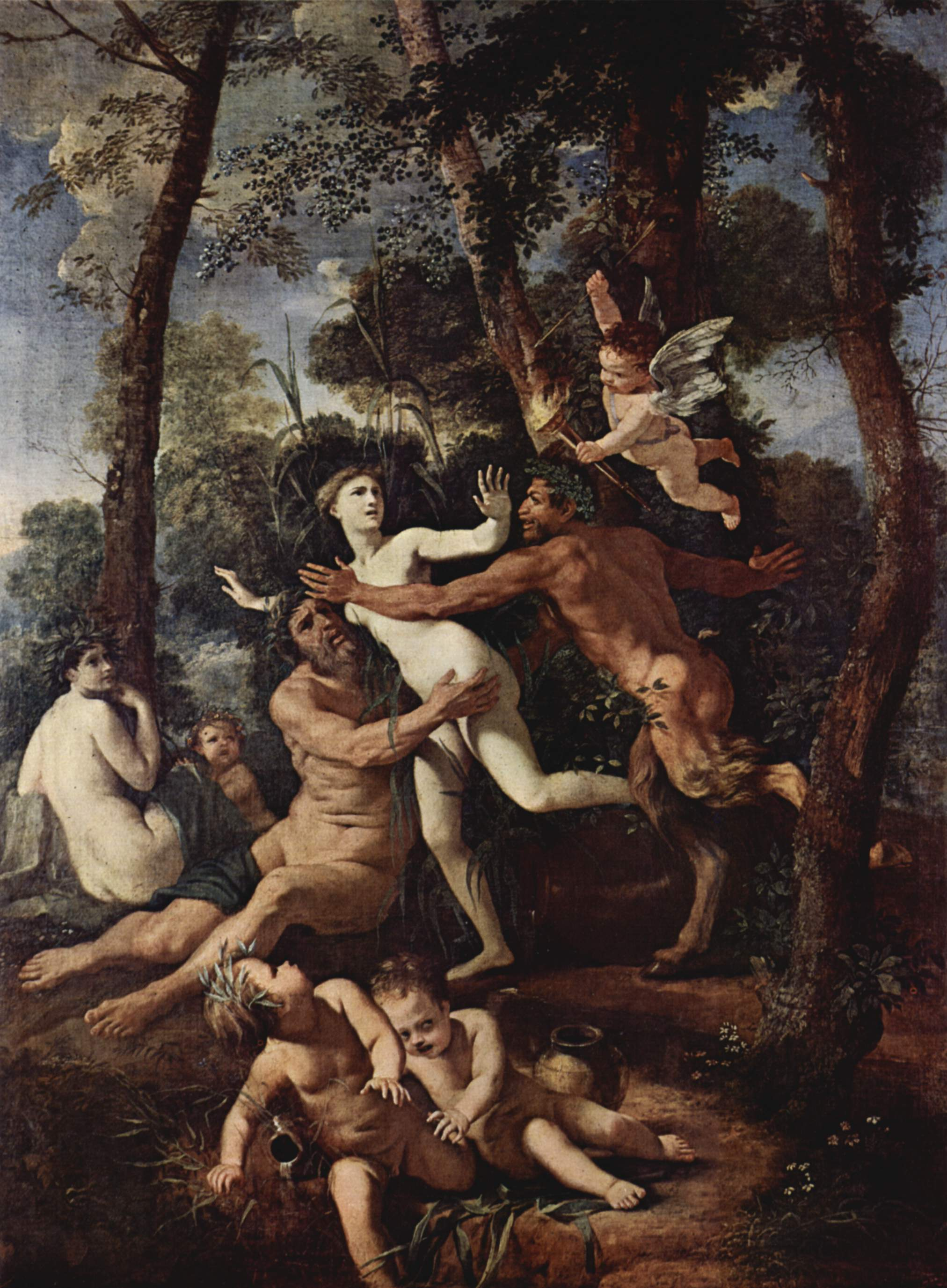
Pan i Siringa

Va tenir amors amb la nimfa Pitis, a la qual també pretenia Boreas, aquest, mogut per les gelosies, va llançar Pitis des de l'alt d'una roca; Gea, sentint pena, la va transformar en un pi; des de llavors Pan apareix a la mitologia coronat amb fulles de pi. A partir d'aquest mite va sorgir la creença que aquest arbre gemega quan bufa la Boreas.
Va estimar la nimfa Siringa, qui no li corresponia. Una vegada mentre fugia la nimfa es va llançar al riu Ladó; allà, acorralada, va demanar ajuda a les seves germanes les nimfes, qui, commogudes, la van convertir en un canyar; quan Pan va arribar només va poder abraçar les canyes bressolades pel vent, la remor que produïen li va agradar de tal manera que va decidir construir un nou instrument musical amb elles; d'aquesta forma va crear la flauta anomenada siringa en record de la nimfa.
Segons Ovidi tingué una contesa desigual al mont Tmol amb Apol·ló, amb la seva flauta feta de canyes, mentre Apol·ló feu vibrar les cordes de la seva lira. Tmolos, el jutge, declarà vencedor Apol·ló. El so de les canyes només fou agradable a les orelles estultes de Midas, qui digué que la sentència era injusta, per la qual cosa les seves orelles foren convertides en orelles d'ase.
Va seduir Selene, la lluna, regalant-li un velló de gran blancor, Pan i Selene eren venerats en una caverna del mont Niceu.

## La mort del déu Pan
Segons Plutarc a De defectu oraculorum ("La fi dels Oracles"), durant el regnat de l'emperador Tiberi (anys 14-37 aC) els tripulants d'un vaixell de cabotatge que feia cap a Itàlia, en passar davant de l'illa grega de Paxos, van sentir un crit, sortit del bosc, que deia: el déu Pan és mort!. En arribar a Roma, la notícia es va escampar, provocant una gran por per tot el territori de l'Imperi fins al punt que, finalment, l'Emperador Tiberi es va veure obligat a publicar un edicte dient que el déu Pan no havia mort. D'aquest episodi de gran por, deriva la veu pànic, també coneguda com a por pànica.

## Culte
Després de la batalla de Marató va ser inclòs entre els grans déus reconeguts per l'estat. A Atenes se li va consagrar una de les grutes del vessant nord de l'Acròpoli, i es va instituir en honor seu una festa anual amb una carrera de torxes.

## De déu a diable

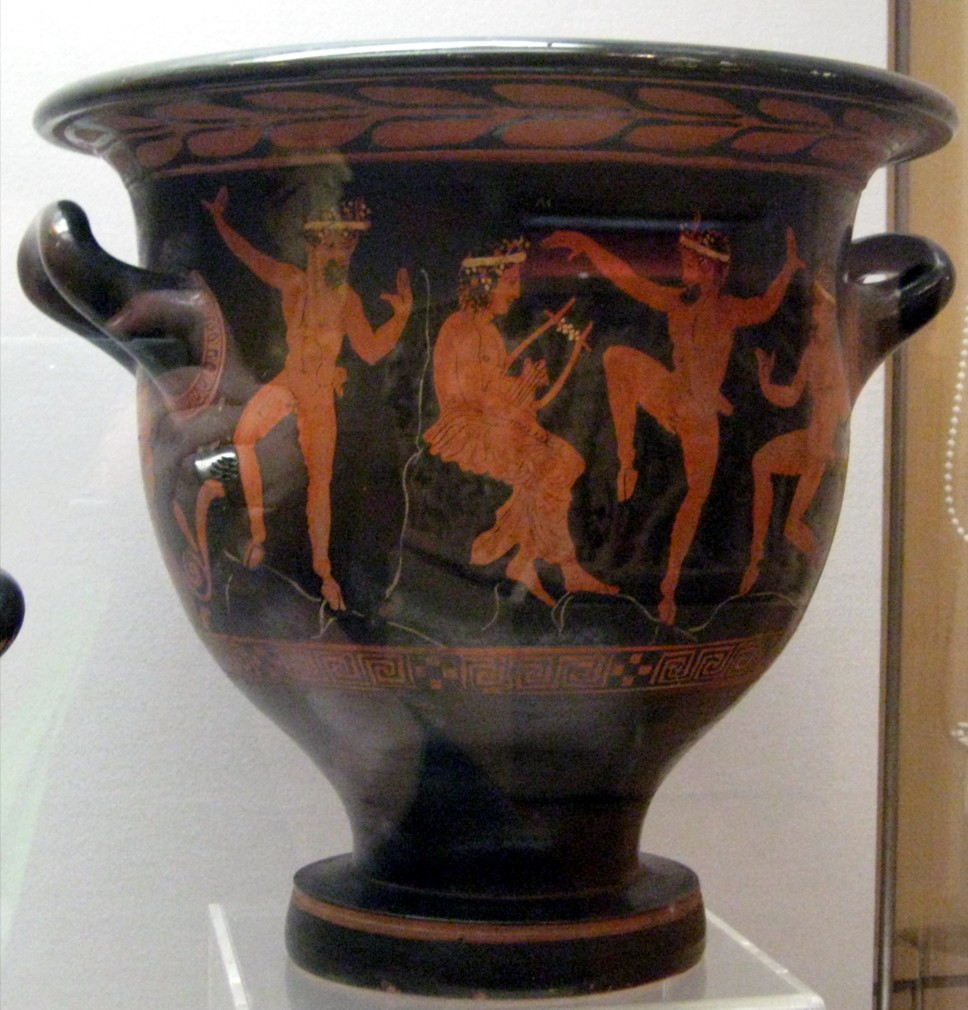
Dionís i pans ballant, ceràmica d'aproximadament l'any 420 aC

Pan era una criatura amb cames d'ovella o de cabra alegre i àgil que solia acompanyar Dionís tocant la flauta i ballant. S'associa a la natura, especialment els boscos, l'alegria, l'espontaneïtat, la música, la dansa i l'amor sexual i d'amistat. També, per Dionís, al vi. S'han trobat imatges amb diversos Pan i històries narrades que parlen d'un Pan, com a personatge. També com a déu (menor) a l'antiga Grècia. A la cultura grega està relacionat amb els sàtirs, que van esdevenir faunes a la romana. En algunes cultures europees, a l'edat mitjana, va evolucionar cap a altres personatges de la cultura popular, com per exemple al hobgoblin i al follet o geni domèstic Puck d'Anglaterra. És una criatura "imperfecta", vulnerable, de vegades una mica maldestra, amb passions i debilitats, que intenta ajudar els altres però de vegades les coses no li surten com volia. Sol ser un personatge molt jove, fins i tot un infant o un adolescent.
Apareix al Primer Foli (1623) d'una obra teatral de Shakespeare, Somni d'una nit d'estiu, la darrera vegada que es nomena al personatge que, a la primera aparició, es diu "Robin Goodfellow". Puck va ser el nom que va quedar i la Arden Shakespeare va direccionar a "Puck" totes les mencions a "Robin" o "Robin Goodfellow". El Puck de Shakespeare era interpretat per un home a la seva època, com tots els personatges teatrals, i després ha estat interpretat per homes o per dones, esdevenint femení o d'un altre gènere. Després de l'exitosa òpera de Meyerbeer Robert le diable (1831), alguns medievalistes i ocultistes van començar a aplicar el nom "Robin Goodfellow" al dimoni.